# Iryna Zilyk

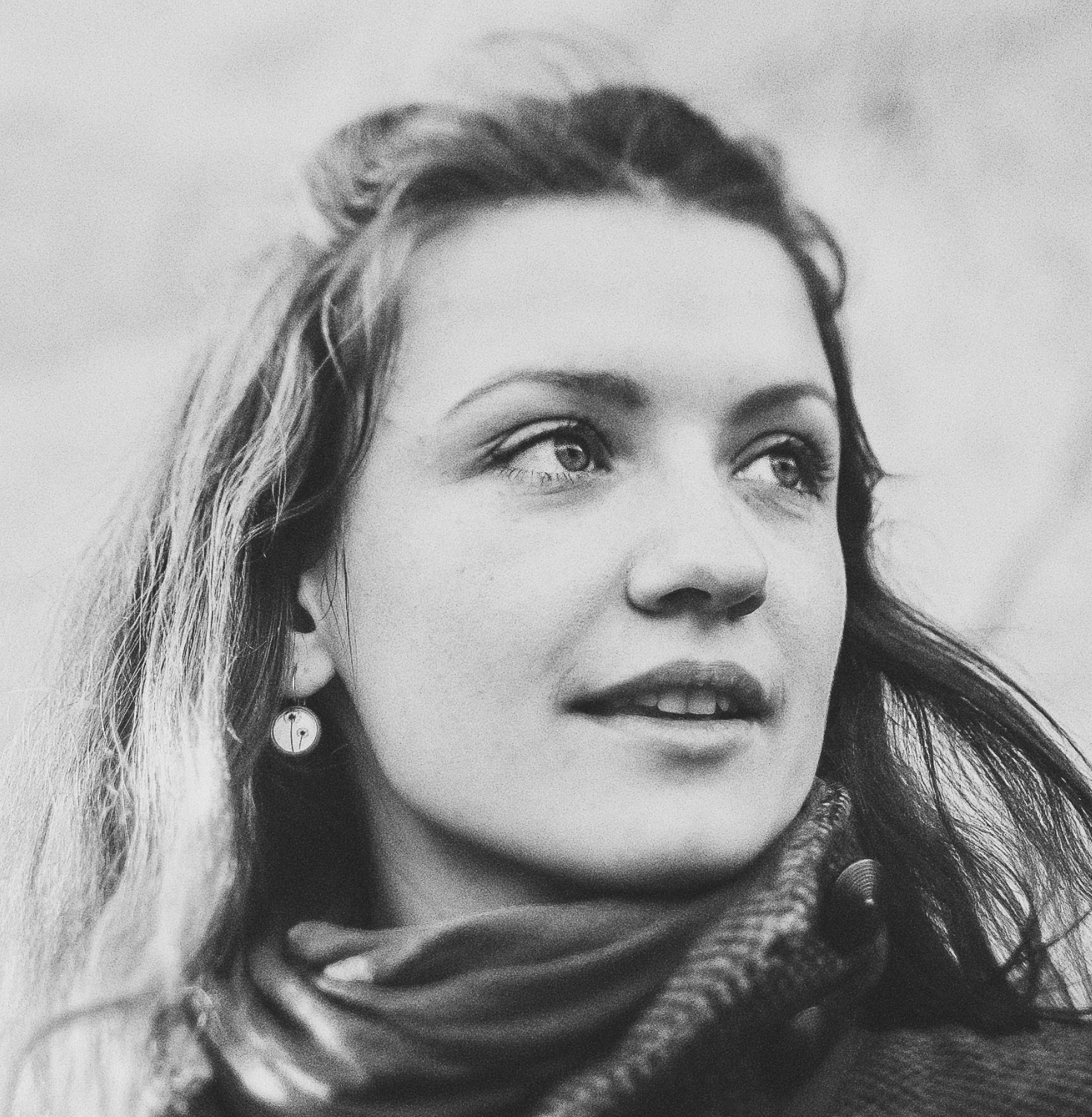
Iryna Zilyk (2014)

Iryna Andrijiwna Zilyk (ukrainisch Ірина Андріївна Цілик, englisch Iryna Tsilyk; * 18. November 1982 in Kiew, Ukrainische SSR) ist eine ukrainische Schriftstellerin und Filmregisseurin. Für den Dokumentarfilm Die Erde ist blau wie eine Orange gewann Iryna Zilyk den Regiepreis des Sundance Film Festivals 2020.

## Leben und Karriere
Iryna Zilyk studierte an der Kiewer Nationalen Universität für Theater, Kinematografie und Fernsehen. Sie arbeitet heute als Regisseurin.
Außerdem verfasst sie Gedichte, Lieder und Prosatexte, die ins Deutsche, Englische, Französische, Tschechische, Litauische und Polnische übersetzt wurden. Ausgewählte Werke wurden auf verschiedenen internationalen literarischen Festivals und Veranstaltungen präsentiert, z. B. dem Poesiefestival Berlin 2017, der Leipziger Buchmesse 2017, Frankfurter Buchmesse 2016, bei „Lyrik für Alle“ (Babelsprech-Konferenz, Salzburg 2016), der Buchmesse Vilnius 2016, dem Meridian Czernowitz (Ukraine, 2015–2016), beim Author’s Reading Month (Tschechien, Slowakei 2016), dem Vilenica International literary festival (Slowenien 2008) und anderen.
Sie ist mit dem Schriftsteller Artem Tschech (Артем Чех) verheiratet und hat einen Sohn.

## Filme
- Die Erde ist blau wie eine Orange (ukrainisch Земля блакитна, ніби апельсин; Dokumentarfilm, 74 Min', 2020). Die Weltpremiere fand beim Sundance Film Festival 2020 statt und wurde dort mit dem „Directing Award: World Cinema Documentary“ ausgezeichnet. Die Europapremiere des Filmes fand bei den Internationalen Filmfestspielen Berlin 2020 in der Sektion „Generation“ statt. Außerdem wurde der Film beim Docudays UA International Human Rights Documentary Film Festival 2020 mit zwei Hauptpreisen ausgezeichnet und offiziell für die Teilnahme am Museum of Modern Art Doc Fortnight (USA), Copenhagen International Documentary Festival, Hot Docs Canadian International Documentary Festival, Cleveland International Film Festival, Thessaloniki Documentary Festival, Institute of Contemporary Arts: Frames of Representation (UK), DOK.fest München und an mehr als 20 anderen internationalen Filmfestivals weltweit ausgewählt.

- Tayra (ukrainisch Тайра, kurze Doku, 10', 2017) und Kind (ukrainisch Малиш, kurze Doku, 15', 2017) für den Almanach "Unsichtbares Bataillon" über ukrainische Frauen im Krieg in der Ostukraine.

- Zuhause (ukrainisch Дім). Kurzfilm, 12', 2016. Wurde mit dem FIPRESCI-Preis (Federation Internationale de la Presse Cinematographique) auf dem Odessa International Film Festival ausgezeichnet. Offizieller Teilnehmer des Internationalen Fajr-Filmfestivals 2017, Batumi International Art-House Film Festival 2016 u. a. Der Film wurde in den kurzen Filmalmanach „Ukrainian New Wave. 20/16+“ aufgenommen, der 2016 in der Ukraine erschien.

- Gedenkfeier (ukrainisch Помин). Kurzfilm, 24', 2012.[1] Wurde mit dem Preis der Ökumenischen Jury auf dem Molodist International Film Festival ausgezeichnet. Der Film nahm offiziell an den Wettbewerben von mehr als 30 Filmfestivals teil, darunter: „Drama International Short Film Festival“ (Griechenland, 2013), „Women Make Waves“ (Taiwan, 2013), «Tehran International Short Film Festival» (Iran, 2013), „Odessa International Film Festival“ (Ukraine, 2013). Der Film wurde in den Filmalmanach „Ukrainian New Wave. Romantigue“ aufgenommen, der 2013 in der Ukraine erschien.

- Blue Hour (ukrainisch Вдосвіта). Kurzfilm, 10', 2008.

## Publikationen

### Gedichte
- Dünnes Eis (ukrainisch Тонкий лід; Gedichtsammlung), 2025.
- The Road Beyond (Gedichte auf Englisch in einem Fotoband von Ruslan Hrushchak), 2022.
- Schärfentiefe (ukrainisch Глибина різкості; Gedichtsammlung), 2016.
- Qi (ukrainisch Ці; Gedichtsammlung), 2007.

### Prosa
- Red Marks on Black (ukrainisch Червоні на чорному сліди; Kurzgeschichten), 2015.
- Birthmarks (ukrainisch Родимки; Kurzgeschichten), 2013.
- The Day After Yesterday (ukrainisch Післявчора; Roman), 2008.

### Kinderbücher
- The City-tale of One’s Friendship (ukrainisch МІСТОрія однієї дружби; Abenteuerroman für Kinder), 2016.
- Such an Interesting Life (ukrainisch Таке цікаве життя; Kinderbuch), 2015.